# ТМ-46
ТМ-46 — советская противотанковая мина нажимного действия, принятая на вооружение в 1946 году. Заменила собой все предыдущие советские образцы металлических противотанковых мин: ТМ-35, ТМ-39, ТМ-41, ТМ-43, ТМ-44. 
Модификация под обозначением ТМН-46 отличается наличием на дне мины специального гнезда для установки взрывателя неизвлекаемости.
Установка ТМ-46 может производиться: на грунт, в грунт, в снег, под воду, как вручную, так и с помощью минных раскладчиков (ПМР-1, ПМР-2), минных заградителей (ГМЗ, ПМЗ-3, ПМЗ-4), а также вертолётной системы минирования (ВМР-2).    
Взрыв происходит при наезжании гусеницей танка или колесом автомобиля на верхнюю крышку мины с установленным и взведённым в боевое положение взрывателем нажимного действия МВМ. При этом крышка под весом танка оседает вместе со взрывателем в шашку промежуточного детонатора. Если сила, действующая вертикально, превосходит 140 кгс, головка втулки прорывает диафрагму и освобождает ударник, который под действием сжатой боевой пружины накалывает запал МД-6, инициирующий дополнительный детонатор (тетриловую шашку массой 40 г). Взрыв тетрила инициирует основной заряд мины. 
Мина может применяться также со штыревым взрывателем МВШ-46. В этом случае взрыватель срабатывает при отклонении штыря на угол 25—30°, которое происходит при вертикальном нажатии на конец головки штыря с силой 120—450 кгс. При этом тяга в трубке вытаскивает вверх колпачок из втулки, из отверстий колпачка выпадают шарики и высвобождают ударник, который под действием пружины перемещается вниз и накалывает запал МД-40. Взрыв запала инициирует дополнительный детонатор и вслед за тем основной заряд мины.
Взрыв мины ТМН-46 может также произойти от срабатывания взрывателя натяжного действия МУВ, МУВ-2 или МУВ-3 с запалом МД-6Н. Чека взрывателя закрепляется под миной. Мина ТМН-46 отличается от ТМ-46 наличием второго дополнительного детонатора и связанного с ним донного резьбового гнезда для запала МД-6Н, на который накручивается взрыватель натяжного действия.
Корпус мины представлял собой плоскую округлую штампованную стальную коробку с горловиной для заливки ВВ при снаряжении. Внутри коробки помещался заряд взрывчатки, а сверху устанавливался взрыватель.
Производство ТМ-46 было прекращено с принятием на вооружение более мощной мины ТМ-57 (разработана в 1956 году). 

## Тактико-технические характеристики
Мина ТМ-46 обладает следующими ТТХ
- Тип — противогусеничная
- Материал корпуса — сталь
- Масса — 8,6 кг
- Масса взрывчатого вещества (литой тротил или аммонит А-50) — 5,7 кг
- Диаметр — 30,0 см
- Высота со взрывателем МВМ — 10,8 см
- Высота со взрывателем МВШ-46 — 26,0 см
- Диаметр датчика цели (нажимного щитка) — 20,0 см
- Чувствительность — 120—400 кг
- Температурный диапазон применения — ±50 °C